# Camarguehäst
Camarguehäst är en hästras av ponnytyp som härstammar från Rhônedeltat i sydvästra Frankrike. Rasen utmärker sig bland annat genom sin färg som alltid är skimmel, samt för sin stora säkerhet på foten i sanka och vattenrika områden. Camarguehästarna är svarta, bruna eller fuxar vid födseln, men ljusnar med åldern till att bli helt vita, men de kan även bli flugskimlar. Detta kallas för avblekbar skimmel, den enda färgen som förekommer hos rasen. Rasen kommer ursprungligen från träskområden i södra Frankrike där den främst används för att fösa boskap. Temperamentet är ofta mycket stabilt och de är lugna och nyfikna. I vila sparar de energi, men vid arbete ger de sitt bästa. Camarguehästarna används även av Frankrikes cowboys, så kallade Gardian. 

## Historia
Camarguehästen är mycket gammal som ras och det finns dokument från romartiden där hästarna nämns. Det finns även grottmålningar med hästar liknande camarguehästarna som är daterade till ca 15 000 f.Kr. Exakt hur hästarna har kommit dit är osäkert och man har även hittat ben av förhistoriska hästar som påminner om camarguehästarna vilket stödjer en teori om att hästarna har funnits i södra Frankrike sedan förhistorisk tid och troligtvis har utvecklats med hjälp av de utdöda och primitiva tarpanerna och skogshästarna. 
Under den förkristna tiden innan år 0 passerade många resande stammar och folk genom södra Frankrike, bland annat östgoter och vandaler som hade med sig mongoliska och asiatiska hästar vilket säkerligen påverkat camarguehästarna. Under 600 - 700-talet tror man det även fanns ett starkt inflytande från orientaliska hästar så som berberhästen, på grund av morernas erövringar av Spanien och Portugal. Men efter denna orientaliska inblandning har rasen behållits helt ren, mycket på grund av den geografiskt isolerade hemtrakten i Rhônedeltats träskmarker. Hur inblandningen av andra raser har skett historiskt kan diskuteras, då man i en studie av 183 blodtypade camarguehästar (främst hingstar) kunde se mest genetiska likheter med de rustika raserna New Forest-ponny och haflinger, mindre med berberhästen och engelskt fullblod och minst likhet med arabiskt fullblod.
Camarguehästen blev dock inte erkänd som en officiell hästras förrän så sent som 1968 och stamboken bildades först 1976, då ston och avkommor registrerades. Den första premieringen av hingstar utfördes 1978. 1990 stängdes stamboken, men har vid ett fåtal tillfällen öppnats och då hästar av camarguetyp införts i stamboken för att undvika inavel.

## Uppfödning

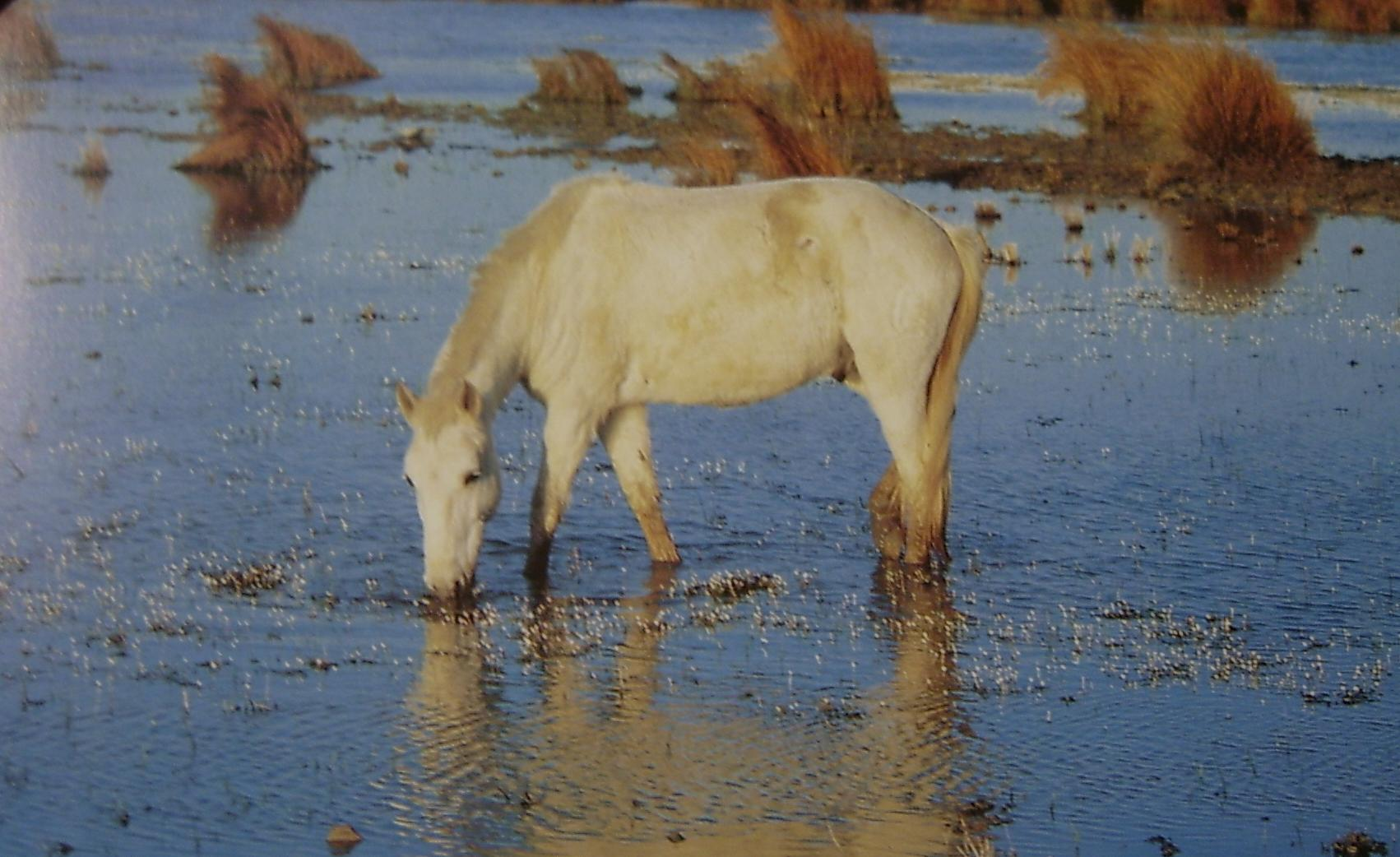
Camarguehästarna föds upp i sanka och vattenrika träskmarker och är därför säkra på foten och naturliga överlevare

I Camargue föds hästarna upp i ett halvvilt tillstånd i de sanka träskmarkerna runt Rhonedeltat och många uppfödare utanför området har även sina hästar på detta sätt, då det anses vara det mest naturliga för denna ras. En del uppfödare av rasen menar att det är fel och grymt att ta en camarguehäst från sin hemvist, då de inte är vana vid annan mat eller andra marker. 
Camarguehästarnas basföda består oftast av salt vass och väldigt grovt gräs och de får sällan tillskottsfoder. Genom att hästarna får klara sig själva med föda och i dåliga väderförhållanden blir de naturligt sunda och härdiga. De halvvilda hästarna är dock väldigt nyfikna och lugna av naturen och letar sig ibland in till byar och städer där de äter frukter och gräs i trädgårdar.  
Flocken består oftast av ston och avkommor, där hingsten släpps in under betäckningssäsong. Endast fribetäckning är tillåten. En 'manade' (uppfödare) måste innehålla minst 4 avelsston som går ute året runt och uppfödaren måste äga eller arrendera minst 20 hektar. Det får inte gå fler än 1 häst över 18 månader/2 hektar. 2001 fanns det 178 uppfödare av camarguehästar i Frankrike. I maj 2010 kan 255 registrerade uppfödare hittas i Europa, främst Frankrike. Camarguehästar som benämns "Sous Berceau" (inom vaggan) föds inom ett område begränsat av Montpellier i väster, Tarascon i norr och Fos Sur Mer i öst. Hästar födda utanför detta område kallas "Hors Berceau" (utanför vaggan). Hästar födda utanför landet har tidigare inte skrivits in i stamboken. Detta har dock nyligen ändrats och numera kan renrasiga hästar födda i Sverige skrivas in i den franska stamboken.

## Egenskaper

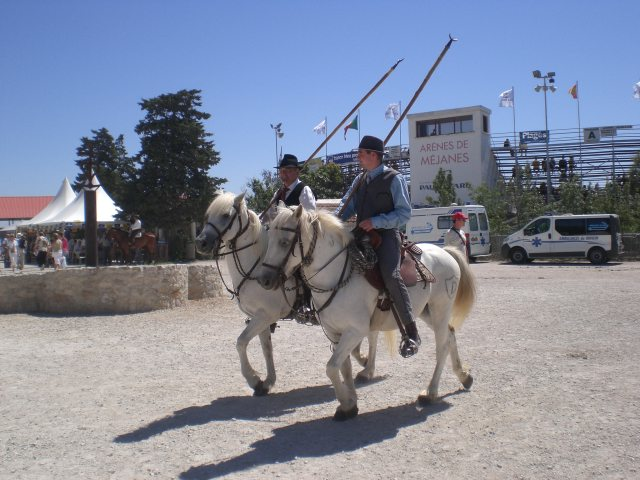
Camarguehästar är väldigt flexibla och kan användas inom många olika område men främst är de kända som de hästar som används av camargues egna cowboys, så kallade "Les Gardians"

Camarguehästarna är väldigt härdiga och klarar av det mycket torra och kalla vädret på vintern, då den torra, saltiga mistralvinden sveper över landskapet, samtidigt som de på sommaren får stå ut med stekande hetta. De har under århundradena anpassat sig till dessa hårda förhållanden och äter sådant som andra djur och hästar oftast ratar. Förutom att de används inom boskapsarbete är hästarna även populära inom turismen, både som turridningshäst och för att dra utflyktsvagnar. De starka ponnyerna har även använts som transport- och packhäst under flera århundraden. 
Rasstandarden säger att hästarna ska ha ett huvud som är väl ansatt och fyrkantigt. Ganascherna ska vara markerade, nosryggen rak och mulen ofta liten. Karaktäristiskt är även de små öronen som sitter brett isär. Ögonen är framträdande och uttrycksfulla, men ej utstickande. De har mycket man och svans. Bringan är djup och bogen kraftig och musklad, bra vinklad. Halsen är harmonisk och har en bra övergång till nacken. Den ska vara bra ansatt. Manken bör vara markerad, men ej för hög. Extremiteterna är bra proportionerade och starka. Carpus, has och andra leder är kraftiga och benen är bra inskenade. Hovarna är mycket säkra, pålitliga och bärytan är välutvecklad. Ryggen, som ska ofta är kort eller av genomsnittlig längd, är välmusklad. Länden är ganska kort, rak och bred. Korset är fylligt och sluttande. Låren ska vara välmusklade och bra ledade. Den godkända höjden är 135-150 cm och de väger som vuxna mellan 300 och 400 kg. Hästarna är starka, med välformade ben och breda hovar, som krävs i de sanka markerna i Camargueområdet.
I arbetet med tjurarna används oftast galoppen och hästarna kan snabbt skifta mellan en mycket samlad och långsam galopp till en mycket snabb galopp som kan behövas vid urskillningen. Vid transportsträckor används oftast skritt eller entre-pas, som den snabba skritten som används kallas. Traven används inte mycket i arbetet med tjurarna och hästarna har därför fått ett rykte om att ha en stötig trav, vilket dock inte alltid stämmer. Dock kan traven vara något högställd på grund av bogens uppbyggnad. 
Utanför Camargue används hästarna till alla discipliner och de visar en stor bredd i användningsområde. De fungerar bra inom dressyr, banhoppning, fälttävlan och främst westernridning, bland annat working equitation, trec och många andra grenar. Camarguehästar har oftast ett gott "cowsense" (känsla för boskaparbete, kallas "vista" på provensalska) som är en åtråvärd egenskap inom westernridningen. 

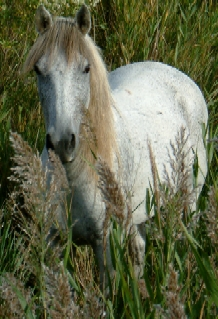
Camarguehästen lever i halvvilt tillstånd i sanka marker och äter oftast mat som andra hästar och djur skulle rata

Camarguehästarna används fortfarande till boskapsskötsel och lever i halvvilt tillstånd i Camargue. Camarguehästarna mognar långsamt men hästarna är smidiga, modiga och säkra på foten. Hästarna brännmärks med uppfödarens märke på vänstra låret. De märks även med en bokstav för årtal och ett nummer för vilket föl i ordningen de var det året hos den uppfödaren.